# Johann Andreas Bose

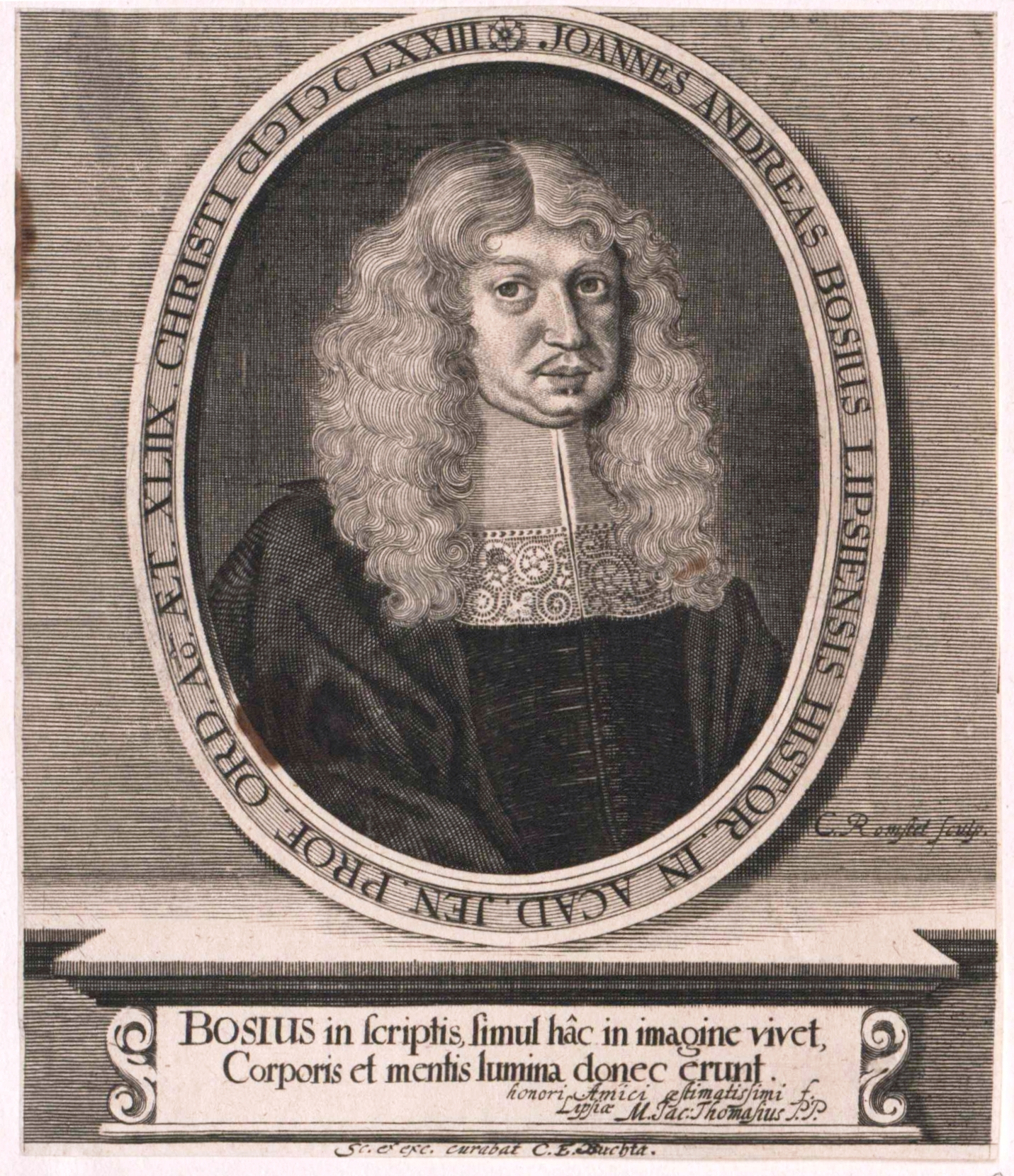
Johann Andreas Bose, Kupferstich von Christian Romstet

Johann Andreas Bose (* 27. Juni 1626 in Leipzig; † 29. April 1674 in Jena) war ein Historiker und Philologe.

## Leben
Bose war der Sohn des Juweliers und Bürgers in Leipzig Paul Bose (* 17. August 1594 in Deutsch-Luppa/bei Oschatz; † 6. März 1664 in Leipzig) und dessen am 2. November 1624 geheirateten Frau Katharina Schilter († 7. Juli 1637 in Leipzig), die Tochter des Bürgers und Rauchwarenhändlers Andreas Schilter. Bereits in jungen Jahren erhielt er Hauslehrer, von denen er die Grundlagen der Sprachen erlernte. In den Zeiten des Dreißigjährigen Krieges mussten seine Eltern aus Leipzig flüchten. So gelangte er auf das Schloss Lichtenburg, wo seiner Familie von Hedwig von Dänemark Schutz gewährt wurde. Hier wurde er mit einigen jungen Adligen erzogen. Als nach einigen Jahren die Eltern nach Leipzig zurückgekehrt waren, begann er Vorlesungen an der Universität Leipzig zu frequentieren. Auf Wunsch des Vaters, einiger Verwandter und Förderer, wie zum Beispiel Martin Geier, begann er mit 14 Jahren ein Studium an der Hochschule seiner Geburtsstadt. Hier besuchte er die Vorlesungen von Andreas Rivinus, Lic. Müller, Conrad Bavarus (1571–1643) und Hieronymus Kromayer.
1641 wurde er bereits Baccaluarus der Philosophie und zog am 25. März 1642 an die Universität Wittenberg. Über drei Jahre hinweg frequentierte er die Vorlesungen an der philosophischen und theologischen Fakultät. Hierzu absolvierte er Vorlesungen bei August Buchner, Nikolaus Pompeius, bei seinem Verwandten Wilhelm Leyser I. Zu seinen Studienkollegen gehörten damals Balthasar Cellarius und Johannes Christoph Seldius (1612–1676), die ihn im Lernprozess unterstützten. Im Juni 1645 kehrte er nach Leipzig zurück, wo er nach einer verteidigten Disputation am 29. Januar 1646 zum Magister der Philosophie avancierte. Seine Studien setzte er Ostern 1647 an der Universität Straßburg fort, wobei hier in Geschichte Prof. Boecler, in Theologie D. Schmid, Dannhauer und Dorscheus prägend für den jungen Studenten wurden. Da ihn sein Vater zurückrief, weil er Pflege benötigte, begab er sich wieder in seine Heimatstadt. Auf der Rückreise besuchte er einige Archive und Bibliotheken am Rhein, Main und der Mosel, wobei er fleißig verschiedene Raritäten und Manuskripte sammelte. 1652 war er wieder in Leipzig angekommen und beteiligte sich am Disputationsbetrieb der Hochschule. 1655 wurde er Assessor der philosophischen Fakultät der Leipziger Hochschule und als im selben Jahr der Lehrstuhl für Geschichte in Jena frei wurde, bewarb er sich dort und wurde angenommen. Am 11. Januar 1656 trat er diese Professur an.
Die Universität Jena überstand den Dreißigjährigen Krieg recht unbeschadet und strömte durch namhafte Professoren dieser Zeit, wie den Theologen Johannes Musäus, den Juristen Georg Adam Struve, den Mediziner Werner Rolfinck, den Mathematiker Erhard Weigel und nicht zuletzt Bose eine hohe Anziehungskraft auf Studenten aus, wofür die Verdoppelung der Studentenzahl Zeugnis spricht. Mit Weigel gründete Bose die Societas quaerentium, eine Gesellschaft von Studenten und Professoren. Auch beteiligte sich Bose an den organisatorischen Aufgaben der Salina. So war er fünf Mal Dekan der philosophischen Fakultät und im Sommersemester Rektor der Alma Mater. 1661 verfasste er gemeinsam mit Johann Arend von der Lieth eine Abhandlung über Tiberius Caesar. Ab 1669 nahm er den polnischen Theologen und Physiker Johannes Cyprian, der zu Studienzwecken in Jena weilte, bei sich auf. Der an Arthritis leidende Bose hatte bei seinem Lebensende auch Probleme mit der Verdauung. Geschwächt und gepeinigt von Schmerzen verstarb er schließlich. Sein Leichnam wurde am 3. Mai 1674 in der Collegienkirche in Jena beigesetzt. Nach seinem Tod 1674 erwarb die Universität Jena seine ca. 3000 Handschriften und Drucke umfassende Privatsammlung Bibliotheca Bosiana für 2000 Taler. Heute entstammen einige der bedeutendsten noch erhaltenen Handschriften diesem Ankauf, so eine Abschrift der Weltchronik von Otto von Freising, ein Autograph der Weltchronik von Frutolf von Michelsberg oder das älteste deutschsprachige Martyrologium, welches um 1275 datiert wird.
Bose hatte sich am 31. Oktober 1664 mit Anna Barbara Cummer verheiratet, der Witwe des fürstlich pfälzischen Hofpredigers und Quedlinburgischen Stiftsassessors Mag. Johann Hoffmann. Die Ehe blieb kinderlos.

## Werke (Auswahl)
- Tiberius Caesar. 1661 (daten.digitale-sammlungen.de).
- De prudentia et eloquentia civili comparanda. Diatribae isagogicae quarum haec prodit auctior sub titulo de ratione legendi tractandique historicos. Accedit notitia scriptorum historiae universalis primum edita cura Georgii Schubarthi 1677.